# Ocotea klotzschiana
Ocotea klotzschiana är en lagerväxtart som först beskrevs av Christian Gottfried Daniel Nees von Esenbeck, och fick sitt nu gällande namn av William Botting Hemsley. Ocotea klotzschiana ingår i släktet Ocotea och familjen lagerväxter. Inga underarter finns listade i Catalogue of Life.